# Sanne Cant
Sanne Cant (ur. 8 października 1990 w Antwerpii) – belgijska kolarka przełajowa i górska, trzykrotna mistrzyni świata i Europy w kolarstwie przełajowym i trzykrotna zdobywczyni Pucharu Świata.

## Kariera
W 2012 roku zdobyła brązowy medal w elicie podczas przełajowych mistrzostw świata w Koksijde. W zawodach tych wyprzedziły ją jedynie dwie Holenderki: Marianne Vos oraz Daphny van den Brand. Na rozgrywanych trzy lata później mistrzostwach świata w Táborze zajęła drugie miejsce za Francuzką Pauline Ferrand-Prévot, a podczas mistrzostw świata w Zolder w 2016 roku ponownie była trzecia. Mistrzynią świata została podczas mistrzostw świata w Belvaux w 2017 roku, kiedy lepsza okazała się od Marianny Vos i Kateřiny Nash. Rok później w Valkenburg aan de Geul i na kolejnych mistrzostwach świata w Bogense obroniła tęczową koszulkę. Ponadto w sezonach 2014/2015, 2015/2016 i 2017/2018 zwyciężała w klasyfikacji generalnej Pucharu Świata w kolarstwie przełajowym.